# Пародчин (струмок)
Пародчин, Параджин — струмок  в Україні, у Надвірнянському  районі Івано-Франківської області, лівий доплив Пруту (басейн Дунаю).

## Опис
Довжина струмка приблизно 8 км. Формується з багатьох безіменних струмків. 

## Розташування
Бере  початок на південному заході від гори Під-Бірдо у Карпатському національному природному парку. Тече переважно на північний схід і у Ворохті впадає у річку Прут, ліву притоку Дунаю.